# Yeşilyurt, Finike
Yeşilyurt là một thị trấn thuộc huyện Finike, tỉnh Antalya, Thổ Nhĩ Kỳ. Dân số thời điểm năm 2011 là 3.773 người.